# Глюксбурги

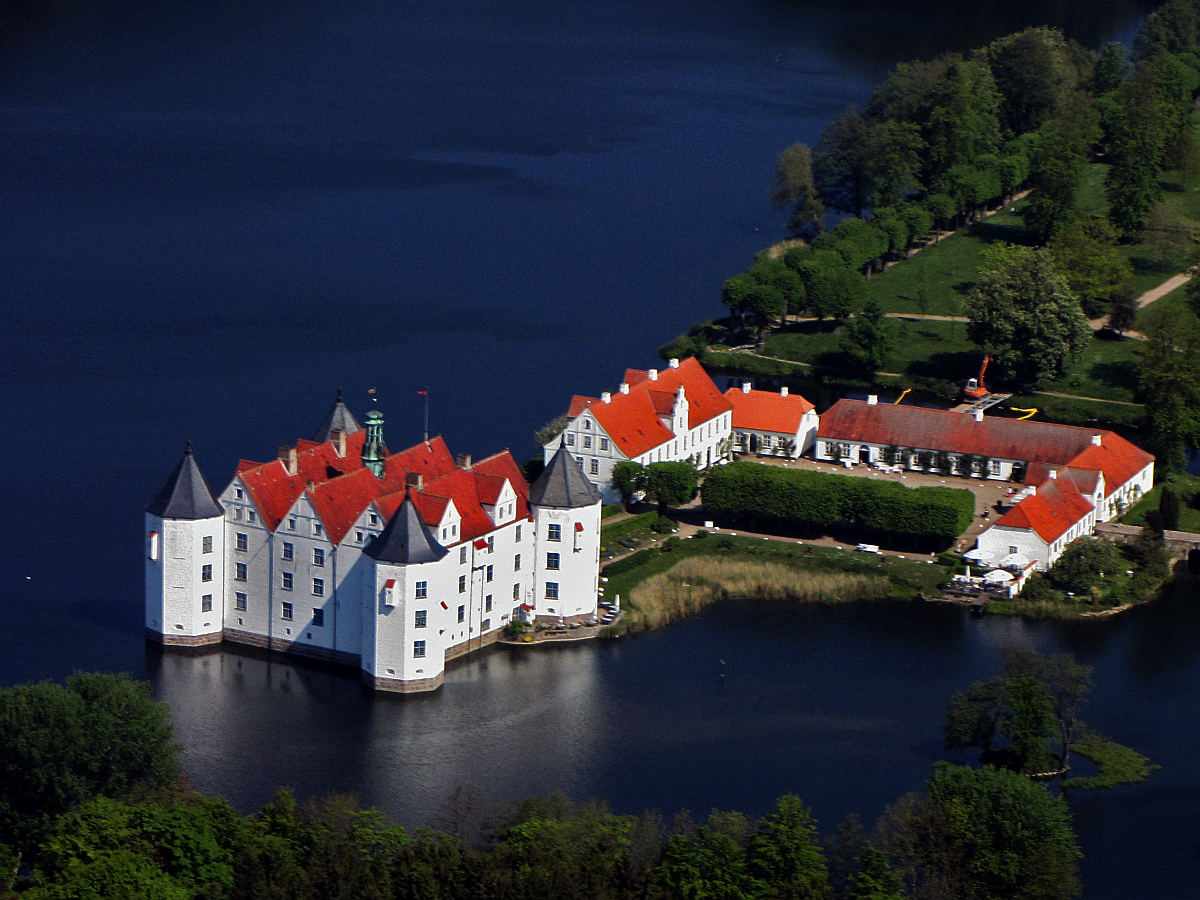
Ренессансный замок Глюксбург — родовое гнездо династии

Глюксбурги (нем. Glücksburg, дат. Lyksborg, греч. Γκλύξμπουργκ) — династия монархов в нескольких европейских государствах. Ветвь Ольденбургской династии.
Полное название — Шлезвиг-Гольштейн-Зондербург-Глюксбург (нем. Schleswig-Holstein-Sonderburg-Glücksburg, дат. Slesvig-Holsten-Sønderborg-Lyksborg).
25 марта 1816 года Фридрих Вильгельм наследовал своему отцу как герцог Шлезвиг-Гольштейн-Зондербург-Бекский. 6 июля 1825 года он стал герцогом Глюксбургским, что повлекло за собой изменение его титула, ставшего затем названием династической ветви.

## Монархи

### Герцоги Глюксбургские (с 1825 года)
1. Фридрих Вильгельм, герцог Шлезвиг-Гольштейн-Зондербург-Глюксбургский (1785—1831), герцог Шлезвиг-Гольштейн-Зондербург-Глюксбургский (1825—1831; до — герцог Шлезвиг-Гольштейн-Зондербург-Бекский)
2. Карл (1813—1878), старший сын герцога Фридриха Вильгельма, герцог Глюксбургский (1831—1878)
3. Фридрих (1814—1885), второй сын герцога Фридриха Вильгельма, титулярный герцог Глюксбургский (1878—1885)
4. Фридрих Фердинанд (1855—1934), сын герцога Фридриха, титулярный герцог Глюксбургский (1885—1934), титулярный герцог Шлезвиг-Гольштейнский (1931—1934)
5. Вильгельм Фридрих (1891—1965), сын герцога Фридриха Фердинанда, титулярный герцог Шлезвиг-Гольштейнский и Глюксбургский (1934—1965)
6. Петер (1922—1980), сын герцога Вильгельма Фридриха, титулярный герцог Шлезвиг-Гольштейнский и Глюксбургский (1965—1980)
7. Кристоф (1949—2023), сын герцога Петера, титулярный герцог Шлезвиг-Гольштейнский и Глюксбургский (с 1980-го)

### Короли Греции(1863—1973)
1. Георг I (1845—1913), второй сын Кристиана IX Датского (см. ниже), король Греции (1863—1913)
  - Георг, граф Корфский (1869—1957), второй сын Георга I, верховный комиссар Критского государства (1898—1906)
2. Константин I (1868—1923), сын Георга I, король Греции (1913—1917 и 1920—1922)
3. Александр I (1893—1920), второй сын Константина I, король Греции (1917—1920)
4. Георг II (1890—1947), старший сын Константина I, король Греции (1922—1924 и 1935—1947)
5. Павел I (1901—1964), третий сын Константина I, король Греции (1947—1964)
6. Константин II (1940—2023), сын Павла, король Греции (1964—1973)

Из греческой ветви также происходят британский принц-консорт Филипп и его сын Карл III, король Великобритании.

### Короли Дании(с 1863 года)
1. Кристиан IX (1818—1906), четвёртый сын Фридриха Вильгельма, герцога Шлезвиг-Гольштейн-Зондербург-Бекского (с 1825 года — Шлезвиг-Гольштейн-Зондербург-Глюксбургского) (см. выше), король Дании (1863—1906)
2. Фредерик VIII (1843—1912), старший сын Кристиана IX, король Дании (1906—1912)
3. Кристиан X (1870—1947), старший сын Фредерика VIII, король Дании (1912—1947), король Исландии (1918—1944)
4. Фредерик IX (1899—1972), сын Кристиана X, король Дании (1947—1972)
5. Маргрете II (род. 1940), дочь Фредерика IX, королева Дании (1972—2024)
6. Фредерик X (род. 1968), старший сын Маргрете II, король Дании (с 2024-го)

### Короли Норвегии(с 1905 года)
1. Хокон VII (1872—1957), второй сын Фредерика VIII Датского (см. выше), король Норвегии (1905—1957)
2. Улаф V (1903—1991), сын Хокона VII, король Норвегии (1957—1991)
3. Харальд V (род. 1937), сын Улафа V, король Норвегии (с 1991-го)

### Короли Великобритании(с 2022 года)
1. Карл III (род. 1948), правнук Георга I Греческого (см.выше) через своего отца — принца Филиппа, герцога Эдинбургского (1921—2021), и деда — принца Андрея Греческого и Датского (1882—1944), король Великобритании (с 2022-го)